# Poole Pirates
Poole Pirates är ett brittiskt speedwaylag från Poole i England. Klubben kör i Elite Leugue (Elitserien). Klubbens största framgångar är guld 2007, 2009 och 2011.

## Förare 2011
- Dave Watt
- Darcy Ward
- Chris Holder
- Jason Doyle
- Renat Gafurov
- Dennis Andersson
- Christian Hefenbrock